# Bảo tàng Adam Mickiewicz, Istanbul
Bảo tàng Adam Mickiewicz (tiếng Ba Lan: Muzeum Adama Mickiewicza, tiếng Thổ Nhĩ Kỳ: Adam Mickiewicz Müzesi) là một ngôi nhà-bảo tàng lịch sử nhằm vinh danh nhà thơ nổi tiếng người Ba Lan tên là Adam Mickiewicz. Bảo tàng này tọa lạc ở quận Beyoğlu, phía Tây của thành phố Istanbul, Thổ Nhĩ Kỳ.
Bảo tàng nằm trong ngôi nhà vốn là nơi Adam Mickiewicz sinh sống và qua đời. Mickiewicz đến Thổ Nhĩ Kỳ vào tháng 9 năm 1855, với mục đích giúp đỡ tổ chức lực lượng Ba Lan thuộc Quân đội Ottoman. Ông là người bạn của Michał Czajkowski (Sadık Paşa), vị chỉ huy lực lượng Ba Lan trên lãnh thổ Thổ Nhĩ Kỳ. Mickiewicz mắc bệnh và qua đời vào ngày 26 tháng 11 năm 1855.
Sau một vụ hỏa hoạn vào năm 1870, ngôi nhà lịch sử này được cải tạo và kiên cố lại. Dưới sự giúp đỡ của Bảo tàng Văn học tại Warszawa, bảo tàng bắt đầu khai trương năm 1955. Hầm mộ nơi chôn cất tạm thời Mickiewicz trong khoảng thời gian là một tháng chính là tầng hầm ngôi nhà.
Bảo tàng lưu trữ một số bản thảo, các tài liệu lịch sử và tranh vẽ của Adam Mickiewicz.